# Winfried Oelsner

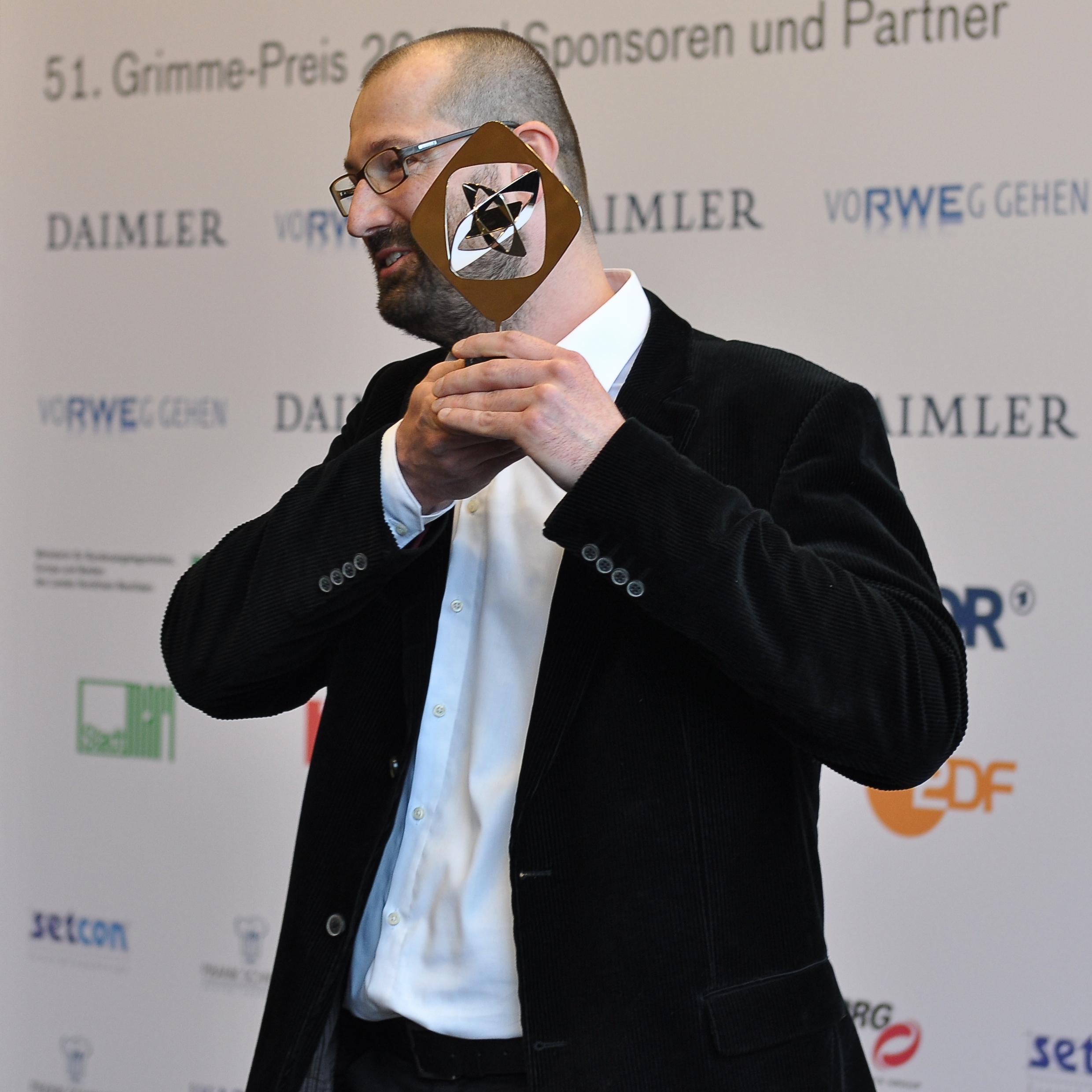
Winfried Oelsner (2015)

Winfried Oelsner (* 1972 in Marl) ist ein deutscher Regisseur und Schriftsteller.

## Leben
Winfried Oelsner studierte nach dem Abitur Film- und Fernsehwissenschaften sowie Geschichte und Politik in Bochum und Köln. Danach begann er ein Studium der Regie für Dokumentar- und Spielfilm an der Ludwigsburger Filmakademie Baden-Württemberg, das er 2003 mit dem Diplom abschloss.
Bekannte Arbeiten Oelsners sind die Dokumentation Projekt Gold über den Gewinn des WM-Titels der deutschen Handballnationalmannschaft 2007 und der 2005 entstandene Katastrophenfilm Tsunami. Für die Doku-Reihe Akte D erhielt er 2015 gemeinsam mit weiteren Beteiligten den Grimme-Preis in der Sparte „Information und Kultur“.
Winfried Oelsner lebt in Berlin und im Schwarzwald und ist mit der Schriftstellerin und Drehbuchautorin Lisa-Marie Dickreiter verheiratet, mit der er ein Kind (* 2014) hat. Gemeinsam veröffentlichen sie die Kinderbuchreihe Max und die Wilde Sieben, in der bislang (Stand 2016) drei Bände erschienen sind. Oelsner ist darüber hinaus als Honorardozent für Regie und Dramaturgie an der Medienakademie Hamburg tätig.

## Filmografie (Auswahl)
Als Regisseur
- 2001: Ultra – Ein Leben für den Fußball
- 2000: Alte Zeiten (Kurzfilm)
- 2002: Vida! – Bruchstücke einer Erinnerung (Kurzfilm)
- 2004: Rey Negro – Der schwarze König
- 2005: Tsunami
- 2007: Projekt Gold
- 2008: Vom Atmen unter Wasser
- 2009: Fußball nach Plan
- 2011: Der tödliche Befehl
- 2012: Im Fokus: Europa ohne England
- 2013: Linksabbieger gesucht – Sozis in Nöten
- 2014: Akte D – Das Kriegserbe der Bahn
- 2015: Akte D – Die Pharma-Industrie
- 2020: Max und die wilde 7
- 2024: Max und die Wilde 7: Die Geister-Oma

Als Drehbuchautor
- 2012: Küstenwache – Jenseits von Eden
- 2012: Küstenwache – Sander in Gefahr
- 2020: Max und die wilde 7

## Veröffentlichungen
- Max und die Wilde Sieben – Das schwarze Ass. Verlag Friedrich Oetinger, Hamburg 2014, ISBN 978-3-7891-3332-9.
- Max und die Wilde Sieben – Die Geister-Oma. Verlag Friedrich Oetinger, Hamburg 2015, ISBN 978-3-7891-3334-3.
- Max und die Wilde Sieben – Die Drachenbande. Verlag Friedrich Oetinger, Hamburg 2016, ISBN 978-3-7891-3338-1.

## Auszeichnungen
- 2003: Nachwuchsförderpreis für Regie bei den Biberacher Filmfestspielen für Vida! – Bruchstücke einer Erinnerung
- 2008: Preis für den besten Sportfilm beim Kinofest Lünen für Projekt Gold
- 2009: Publikumspreis beim Internationalen Filmwochenende Würzburg für Vom Atmen unter Wasser
- 2015: Grimme-Preis für Akte D
- 2015: Goldener Bücherpirat für Max und die Wilde Sieben – Das schwarze Ass
- 2016: Paderborner Hase für Max und die Wilde Sieben – Das schwarze Ass
- 2021: Kindertiger für Max und die Wilde Sieben – Das schwarze Ass[2]